# Макфадден, Патрисия
Патрисия (Патриша) Макфадден (англ. Patricia McFadden; родилась в 1952 году) — африканская радикальная феминистка, писательница, издательница, социолог и педагог из Эсватини. Активистка и учёная, участвовавшая в движении против апартеида более двух десятилетий, Макфадден также сотрудничала с африканскими и всемирными женскими движениями. За свои труды она подвергалась политическим преследованиям. Она работала редактором журналов Southern African Feminist Review и African Feminist Perspectives. В настоящее время она преподаёт и выступает за права женщин на международном уровне. Макфадден работала профессором в Корнеллском университете, колледже Спелмана, Сиракузском университете и колледже Смита в Соединённых Штатах, а также «феминистской консультанткой», помогающей женщинам в создании институционально устойчивых феминистских пространств в Южной Африке.

## Образование
Она училась в Университете Ботсваны и Свазиленда, где изучала политику и администрирование, а также экономику и социологию в качестве дополнительных предметов. Затем она поступила в Университет Дар-эс-Салама, чтобы получить степень магистра социологии. Она получила докторскую степень в Университете Уорика в Соединенном Королевстве в 1987 году.

## Карьера
С 1993 по 2005 год она работала программной сотрудницей Южноафриканского регионального института политических исследований (SARIPS) в Зимбабве. С 1995 по 2000 год она работала редактором журнала Southern African Feminist Review. С 1998 по 2000 год она занимала должность международного декана в Международном женском университете (IFU) в Ганновере. Она также преподавала в рамках программы магистратуры по социальной политике (MPS), предлагаемой SARIPS. Она была приглашённым профессором программы обучения за рубежом Сиракузского университета в Зимбабве, а затем в головном офисе в Сиракузах, штат Нью-Йорк, в качестве преподавателя кафедры афроамериканских исследований.

## Творчество
Основными сферами интеллектуальных исследований Макфадден как автора являются: сексуальность, репродуктивное и сексуальное здоровье, а также идентичность, насилие и гражданство в отношении африканских женщин. Она представила многочисленные доклады в университетах, на конференциях и семинарах по всему миру: в Норвегии, Швеции, Дании, Намибии, Южной Африке, Гане, Джибути, Кении, Уганде, Бразилии, Китае, Германии, Эфиопии, Великобритании и других странах.

## Публикации

### Статьи
- «Becoming Postcolonial: African Women Changing the Meaning of Citizenship» — 2005.[5]
- «Challenging HIV and AIDS: Resistance and Advocacy in the Lives of Black Women in Southern Africa»[6]
- «War Through a Feminist Lens»[6]
- «Between a Rock and a Hard Place: Positioning Feminism in the ‘Africa Debate,’ and ‘Patriarchy'»
- «Sexuality and Globalization»[6]

### Книги
- «Gender in Southern Africa: A Gendered Perspective» (Sapes Books)- 1998[7]
- «Reflections on Gender Issues in Africa» (Sapes Books) — 1999[7]
- «Reconceptualizing the Family in a Changing Southern African Environment» with Sara C. Mvududu (Africa Institute of South Africa), 2001.[7][8]